# Мито (Рокицани)
Мито (чеш. Mýto) град је у Чешкој Републици. Град се налази у управној јединици Плзењски крај, у оквиру којег припада округу Рокицани.

## Становништво
Према подацима о броју становника из 2014. године град је имао 1.504 становника.